# فولکنشواند
فولکنشواند (به آلمانی: Volkenschwand) یک شهر در آلمان است که در کلهایم واقع شده‌است.